# Тен, Юрий Михайлович
Ю́рий Миха́йлович Тен (1951—2003) — депутат Государственной думы с 1993 по 2003 год.

## Биография
Родился 27 сентября 1951 года в Невельске Сахалинской области. По национальности кореец. Отец — Тен Мун Ман, мать — Ким Ден Ок.

## Семья
Жена Юрия Михайловича Тена - Людмила Борисовна Тен. 25 августа 1976 года в Иркутске у Юрия Михайловича родился сын Сергей Тен, позже две дочери — Ива и Елена. В настоящее время Елена возглавляет Благотворительный фонд Юрия Тена.
Сын Сергей в декабре 2011 года получил мандат депутата Госдумы РФ от Единой России.
Брат Тен Валерий работал у Юрия помощником депутата Госдумы, с 2012 по 2017 год – депутатом Сахалинской областной думы от Единой России.

### Образование
В 1978 году окончил Иркутский политехнический институт по специальности «горный инженер».
Трудовую деятельность начал рабочим. Был начальником смены и начальником участка открытых работ шахты «Тихвинская» Сахалинской области, старшим инженером НИИ «Иргиредмет» и Сибирского института физиологии и биохимии растений (Иркутск), старшим прорабом треста «Иркутсксельстрой», начальником участка треста «Агропромстрой».
В 1989 году создал дорожностроительный кооператив, в дальнейшем — АО «Труд» (г. Иркутск), являлся президентом, генеральным директором этого АО.

### Политическая деятельность
В 1993 году избран в Государственную Думу первого созыва, был членом фракции ПРЕС, в Думе второго созыва — членом фракции НДР, заместителем председателя Комитета по промышленности, строительству, транспорту и энергетике.
В 1999 году был избран депутатом Государственной Думы третьего созыва был избран по Иркутскому одномандатному избирательному округу № 82, выдвигался избирательным объединением «Наш дом — Россия».
В 1997 году выдвигался на пост губернатора Иркутской области, однако незадолго до выборов отказался от участия.
В Думе третьего созыва являлся членом группы «Народный депутат», членом Комитета по промышленности, строительству и наукоемким технологиям, членом Комиссии по развитию ипотечного кредитования и Комиссии по рассмотрению правовых вопросов пользования недрами на условиях раздела продукции.
Ранее избирался членом Высшего совета Российской объединённой промышленной партии, членом Политсовета движения «Наш дом — Россия».

### Смерть
Умер 21 июля 2003 года в ЦКБ в Москве после продолжительной болезни. Похоронен на Троекуровском кладбище.
В 2005 году именем Юрия Тена была названа улица в Иркутске, а в 2010 перевал на автодороге «Чита-Хабаровск».

## Награды
- медаль ордена «За заслуги перед Отечеством» II степени (8 апреля 2002) — за заслуги в укреплении законности, активную законотворческую деятельность и многолетнюю добросовестную работу [3]
- орден «За дипломатические заслуги» (Республика Корея, 2000) — за выдающийся вклад в развитие российско-корейских отношений [4]